# Frühe Abklingzeit
Die Frühe Abklingzeit, kurz EDT von engl. Early Decay Time, ist eine Kenngröße der Raumakustik, die etwas über die empfundene Nachhalldauer (Halligkeit) aussagt. Sie berücksichtigt bei der Bewertung der Wirkung des Nachhalls in einem abgeschlossenen Raum stärker das subjektive Schallempfinden als die reine Angabe der Nachhallzeit RT60.
Unser subjektives Empfinden des Nachhalls wird vor allem durch die Zeit kurz nach dem Anfangssignal geprägt, der spätere Nachhall dagegen wird normalerweise durch den nachfolgenden Direktschall überdeckt.
Die frühe Abklingzeit ist definiert als die Zeit, in welcher der Schalldruckpegel des Ausgangssignals um 10 dB abnimmt (von 0 dB auf −10 dB abklingt), also noch deutlich vom Ohr wahrgenommen werden kann, auch während die Musik „läuft“ (running reverberation).
Zur Vergleichbarkeit mit der Nachhallzeit RT60 nach Sabine werden die Werte der frühen Abklingzeit mit 6 multipliziert:
{\displaystyle RT_{60}=6\cdot EDT}